# Cornelia Funke
Cornelia Caroline Funke (IPA: /'fʊŋkə/) (FOON-ka ) sinh ngày 10 tháng 12 năm 1958 tại Dorsten, North Rhine-Westphalia. Bà là một nhà văn người Đức dành rất nhiều giải thưởng trong lĩnh vực văn học cho trẻ em. Funke được biết đến nhất với bộ ba Inkworld; bản dịch tiếng Anh của tập thứ 3 Inkdeath đã được phát hành vào 6 tháng 10 năm 2008. Các tác phẩm của bà phần lớn thuộc thể loại giả tưởng, phiêu lưu và rất nhiều trong số đó đã được dịch sang tiếng Anh. Hiện bà đang sống tại Los Angeles, California.
Cornelia Funke đã bán được hơn 10 triệu bản sách trên toàn thế giới.

## Tiểu sử
Cornelia Funke sinh năm 1958 tại thị trấn Dorsten nước Đức, là con của Karl-Heinz và Helmi Funke. Lúc còn nhỏ, bà muốn trở thành một phi hành gia hoặc phi công, nhưng sau đó đã quyết định theo học ngành sư phạm tại Đại học Hamburg. Sau khi hoàn thành việc học, Funke làm nhân viên xã hội trong 3 năm, tập trung chủ yếu vào những đứa trẻ có hoàn cảnh thiếu thốn. Cornelia Funke có một công việc minh họa sách, nhưng bà đã sớm bắt đầu viết những tác phẩm của riêng mình, được truyền cảm hứng từ những câu chuyện đã hấp dẫn lũ trẻ nghèo khổ mà bà làm việc cùng. Vào cuối những năm 80 và thập kỷ 90, Funke đã gây dựng tên tuổi tại Đức với 2 loạt truyện cho trẻ em có hơi hướng giả tưởng là Gespensterjäger (Ghosthunters) và Wilde Hühner (Wild Chicks). Tiểu thuyết giải tưởng Kỵ sĩ rồng (1996) là bước đột phá quốc tế của bà. Tác phẩm này đã lọt vào danh sách Sách bán chạy nhất của tờ New York Times trong 78 tuần, và sau đó là The Thief Lord (Vua Trộm) (2000, dịch sang tiếng Anh năm 2002), đã leo lên vị trí thứ 2 trong danh sách này  trong 19 tuần và bán được 1.5 triệu bản. Tiểu thuyết tiếp theo của Cornelia Funke là Inkheart (2003) đã giành giải thưởng BookSense Book of the Year Children's Literature năm 2004. Inkheart (Tim Mực) là phần đầu tiên của bộ ba Inkworld, tiếp đó là Inkspell (Máu Mực) (2005) đã tiếp tục giành giải BookSense Book of the Year Children's Literature năm 2006. Bộ ba được kết thúc với Inkdeath (xuất bản tại Đức năm 2007, phát hành bản tiếng Anh vào năm 2008, bản Mỹ vào mùa thu 2008).

## Sáng tác
Trên trang chủ của mình, Cornelia Funke phát biểu rằng điểm khởi đầu sống còn cho một quyển sách hay là "ý tưởng", và nếu ý tưởng đó có giá trị thì hãy nghiên cứu những chủ đề thú vị để phục vụ nó và tìm kiếm những địa điểm và nhân vật thích hợp. Bà nói về những ý tưởng: "chúng đến từ mọi nơi và chẳng từ đâu cả, cả trong lẫn ngoài. Tôi có rất nhiều và không thể viết hết chúng trong một cuộc đời này được." Cornelia Funke cũng nói về các nhân vật của mình: "Hầu hết bọn họ bước vào phòng viết của tôi và sống động đến mức tôi phải tự hỏi bản thân, rằng họ từ đâu đến. Dĩ nhiên, một vài nhân vật là kết quả của suy nghĩ kỹ lưỡng, thêm vào tính cách, cử chỉ..., nhưng những người khác đều sống từ ngay giây phút đầu tiên họ xuất hiện". Bà cũng cho biết Dustfinger trong "Inkheart" là một trong những nhân vật sống động nhất đã từng nảy ra trong đầu bà. Đối với những người đang mơ ước trở thành nhà văn, Funke khuyên: "Đọc – và hãy tò mò. Nếu có ai đó nói với bạn: 'Mọi thứ là như vậy. Bạn không thể thay đổi được' - thì đừng tin một lời nào."

## Đời sống riêng
Cornelia Funke kết hôn với thợ in Rolf Funke vào năm 1981. Họ có hai con là Anna (1989) và Ben (1994). Họ sống tại Hamburg trong 24 năm, và đã chuyển đến Los Angeles vào tháng 5 năm 2005.

## Giải thưởng
- 1998 Kalbacher Klapperschlange cho Drachenreiter (Kỵ sĩ rồng)
- 2000 Wildweibchenpreis cho tuyển tập tác phẩm của bà.
- 2000 La vache qui lit cho Herr der Diebe (Vua trộm)
- 2001 Kalbacher Klapperschlange cho Herr der Diebe
- 2001 Preis der Jury der jungen Leser cho Herr der Diebe
- 2002 Evangelischer Buchpreis cho Herr der Diebe
- 2003 Corine cho Herr der Diebe
- 2003 Mildred L. Batchelder Award cho Herr der Diebe
- 2003 Nordstemmer Zuckerrübe cho Kleiner Werwolf
- 2004 Preis der Jury der jungen Leser cho Tintenherz (Inkheart)
- 2004 Phantastik-Preis der Stadt Wetzlar cho Tintenherz
- 2004 Kalbacher Klapperschlange cho Tintenherz
- 2004 Book Sense Children's Literature Award (Children's Literature Honor Books) cho Inkheart
- 2006 Book Sense Book of the Year Children's Literature Winner cho Inkspell
- 2008 Roswitha Prize

Cornelia Funke đã được tạp chí Time bình chọn vào danh sách 100 người có ảnh hưởng nhất thế giới năm 2005. Năm 2006, bà nhận Huy chương danh dự Sakura của International Students of Japan cho tác phẩm thành công Kỵ sĩ rồng.

## Tiểu thuyết
- The Thief Lord (2000)
- Dragon Rider (2004)
- When Santa Fell to Earth (2006)
- Cô bé Igraine không biết sợ (2007)
- Đằng sau những khuôn cửa sổ thần (2010)
- Saving Mississippi
- Fantastic Friends
- Reckless
- Yuleland

### Bộ ba Thế giới mực
- Tim mực (2003)
- Máu mực (2005)
- Cái chết mực (2007)

### Ghosthunters
- Ghosthunters and the Incredibly Revolting Ghost  (2006)
- Ghosthunters and the Gruesome Invincible Lightning Ghost  (2006)
- Ghosthunters And the Totally Moldy Baroness! (2007)
- Ghosthunters And The Muddy Monster Of Doom!  (2007)

### Die Wilden Hühner
- Die Wilden Hühner, 1993
- Die Wilden Hühner auf Klassenfahrt, 1995
- Die Wilden Hühner, Fuchsalarm, 1998
- Die Wilden Hühner und das Glück der Erde, 2000
- Die Wilden Hühner und die Liebe, 2003
- Die Wilden Hühner - gestohlene Geheimnisse (CD-ROM), 2004

## Sách tranh
- The Princess Knight (2003)
- Pirate Girl (2005)
- The Wildest Brother (2006)
- Princess Pigsty (2007)